# Latinskola

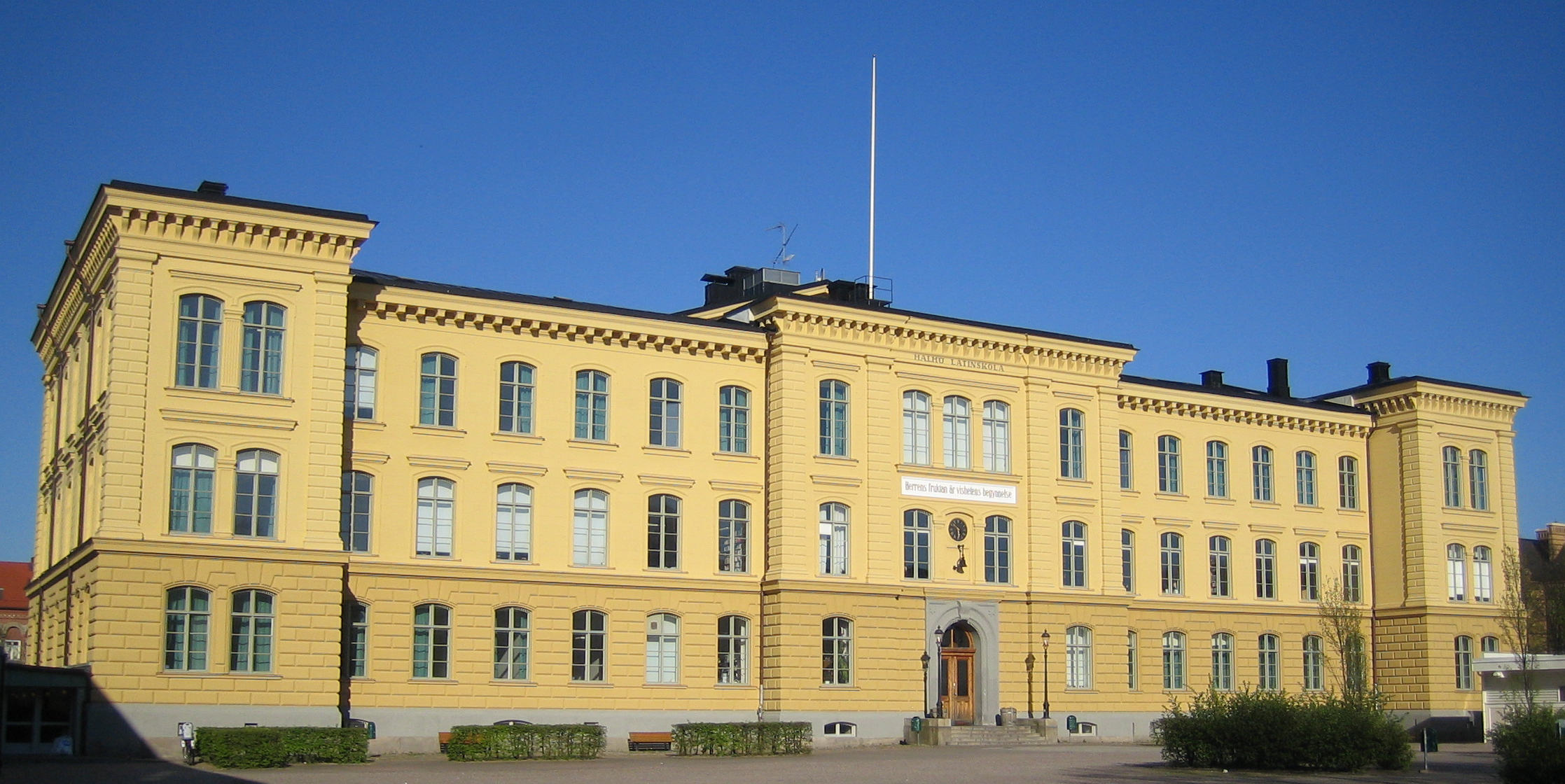
Malmö latinskola

En latinskola var under 1500- till 1700-talen en skola där fokus låg på att lära eleverna latin. Skolorna dök upp under renässanshumanismen. Ett exempel på en skola som startades upp som en latinskola är Malmö latinskola.